# 크리스토퍼 럭슨
크리스토퍼 마크 럭슨(Christopher Mark Luxon, /ˈlʌksən/, 1970년 7월 19일~)은 2023년 11월 취임한 제42대 뉴질랜드의 총리다. 2021년 뉴질랜드 국민당의 당수가 됐고 2021~2023년 뉴질랜드의 공식 야당 대표를 지냈다. 2020년 뉴질랜드 총선에서 보터니 선거구에 출마하여 당선되어 국회의원이 되었다. 2012~2019년 에어뉴질랜드의 CEO를 역임했다.
럭슨은 크라이스트처치에서 태어나 이스트오클랜드의 허윅에서 자랐고 캔터베리 대학교에서 경영학을 전공했다. 1993년부터 유니레버에 근무하기 시작한 럭슨은 2008년 유니레버 캐나다의 CEO가 되었고, 2011년에는 에어뉴질랜드 그룹의 총괄매니저가 되어 이듬해 에어뉴질랜드의 CEO에도 취임했다. 존 키 내각에서 경영계 동맹자로 알려진 럭슨은 뉴질랜드 노동조합 에 투와의 임금분쟁으로도 유명해졌다.
럭슨은 2019년 이스트오클랜드의 확고한 국민당 선거구인 보터니 선거구의 국민당 경선에 출마해 당선되었고, 2020년 총선 당시 국민당이 큰 격차로 패배했음에도 럭슨은 지역구에서 승리했다. 이후 주디스 콜린스의 그림자 내각에서 지방정부, 연구, 과학, 제조, 토지정보 담당 대변인과 교통부 부대변인을 지냈다.
국민당이 정치적으로 격동하던 시기 국민당 당수 후보로 자주 거론되던 럭슨은 2021년 11월 30일 당내 위기로 주디스 콜린스가 당수 자리에서 해임된 후 후임 당수로 당선되었다. 이후 2023년 10월 14일 열린 총선에서 국민당을 다수당으로 이끌었다. 행동당, 퍼스트당과 연립정부를 구성해 2023년 11월 27일 총리로 취임했다. 6번째 국민당 정부다.
복음주의 기독교인이자 사회보수주의자이며 중도우파를 자임한다.

## 역대 선거 결과
| 선거명      | 직책명                  | 대수 | 정당            | 득표율 | 득표수   | 결과 | 당락                 |
| ----------- | ----------------------- | ---- | --------------- | ------ | -------- | ---- | -------------------- |
| 2020년 선거 | 하원의원(보터니 선거구) | 53대 | 뉴질랜드 국민당 | 52.46% | 19,017표 | 1위  | 보터니 하원의원 당선 |
| 2023년 선거 | 하원의원(보터니 선거구) | 54대 | 뉴질랜드 국민당 | 68.98% | 19,973표 | 1위  | 보터니 하원의원 당선 |